# مهد (سرير)
المَهْد هو سرير رضيع هزّاز ولكنه غير متحرك. وهو يختلف عن المهد السليّ النموذجي الذي هو عبارة عن حاوية تشبه السلة ذات أرجل قائمة بذاتها مع عجلات.